# سومرز بوينت (نيوجيرسي)
سومرز بوينت (بالإنجليزية: Somers Point city, New Jersey)‏ هي مدينة تقع بولاية نيوجيرسي في الولايات المتحدة. تبلغ مساحتها 13.55 كم2، وترتفع عن سطح البحر 4.8768 م، بلغ عدد سكانها 10,795 نسمة في عام 2010 حسب إحصاء مكتب تعداد الولايات المتحدة وتصل الكثافة السكانية فيها 796.7 نسمة لكل كيلومتر مربع (2,063.4/ميل2).

## التركيبة السكانية
حدّد مكتب تعداد الولايات المتحدة بيانات التركيبة السكانية لسومرز بوينت في تعداد الولايات المتحدة. في ما يلي، التركيبة السكانية حسب تعدادي 2000 و2010.

### تعداد عام 2000
بلغ عدد سكان سومرز بوينت 11,614 نسمة بحسب تعداد عام 2000، وبلغ عدد الأسر 4,920 أسرة وعدد العائلات 2,952 عائلة مقيمة في المدينة. في حين سجلت الكثافة السكانية 857.1 نسمة لكل كيلومتر مربع (2,219.9/ميل2). وبلغ عدد الوحدات السكنية 5,402 وحدة بمتوسط كثافة قدره 398.7 لكل كيلومتر مربع (1,032.6/ميل2).
وتوزع التركيب العرقي للمدينة بنسبة 85.66% من البيض و7.01% من الأمريكيين الأفارقة و0.25% من الأمريكيين الأصليين و3.17% من الأمريكيين ذوي الأصول الآسيوية و0.03% من سكان جزر المحيط الهادئ و2.25% من الأعراق الأخرى و1.64% من عرقين مختلطين أو أكثر و5.99% من الهسبانيون أو اللاتينيون من أي عرق.
بلغ عدد الأسر 4,920 أسرة كانت نسبة 31.8% منها لديها أطفال تحت سن الثامنة عشر تعيش معهم، وبلغت نسبة الأزواج القاطنين مع بعضهم البعض 41.2% من أصل المجموع الكلي للأسر، ونسبة 14.5% من الأسر كان لديها معيلات من الإناث دون وجود شريك، بينما كانت نسبة 4.3% من الأسر لديها معيلون من الذكور دون وجود شريكة وكانت نسبة 40% من غير العائلات. تألفت نسبة 32.9% من أصل جميع الأسر من عدة أفراد يعيشون في نفس المنزل ونسبة 11.7% كانت تتألف من شخص يعيش بمفرده يبلغ من العمر 65 عاماً أو أكثر. وبلغ متوسط حجم الأسرة المعيشية 2.32، أما متوسط حجم العائلات فبلغ 2.97.
بلغ العمر الوسطي للسكان 38.4 عاماً. وكانت نسبة 23.4% من القاطنين تحت سن الثامنة عشر، وكانت نسبة 7.1% بين الثامنة عشر والرابعة والعشرين عاماً، ونسبة 31.4% كانت واقعةً في الفئة العمرية ما بين الخامسة والعشرين والرابعة والأربعين عاماً، ونسبة 22.7% كانت ما بين الخامسة والأربعين والرابعة والستين، ونسبة 13.9% كانت ضمن فئة الخامسة والستين عاماً فما فوق. يوجد لكل 100 أنثى 89.9 ذكر، ويوجد لكل 100 أنثى في الثامنة عشر من عمرها فما فوق 85.5 ذكر.
بلغ متوسط دخل الأسرة في المدينة 42,222 دولارًا، أما متوسط دخل العائلة فبلغ 51,868 دولارًا. وكان متوسط دخل الذكور 39,650 دولارًا مقابل 28,691 دولارًا للإناث. وسجل دخل الفرد الخاص بالمدينة 22,229 دولارًا. وكانت نسبة 5% من العائلات ونسبة 7% من السكان تحت خط الفقر، وكان من هؤلاء نسبة 8.4% تحت سن الثامنة عشر ونسبة 2.3% في الخامسة والستين من العمر وما فوق.

### تعداد عام 2010
بلغ عدد سكان سومرز بوينت 10,795 نسمة بحسب تعداد عام 2010، وبلغ عدد الأسر 4,655 أسرة وعدد العائلات 2,827 عائلة مقيمة في المدينة. في حين سجلت الكثافة السكانية 796.7 نسمة لكل كيلومتر مربع (2,063.4/ميل2). وبلغ عدد الوحدات السكنية 5,556 وحدة بمتوسط كثافة قدره 410 لكل كيلومتر مربع (1,061.9/ميل2).
وتوزع التركيب العرقي للمدينة بنسبة 78.75% من البيض و10.68% من الأمريكيين الأفارقة و0.25% من الأمريكيين الأصليين و3.08% من الأمريكيين ذوي الأصول الآسيوية و0.06% من سكان جزر المحيط الهادئ و4.17% من الأعراق الأخرى و3.02% من عرقين مختلطين أو أكثر و9.49% من الهسبانيون أو اللاتينيون من أي عرق.
بلغ عدد الأسر 4,655 أسرة كانت نسبة 29.4% منها لديها أطفال تحت سن الثامنة عشر تعيش معهم، وبلغت نسبة الأزواج القاطنين مع بعضهم البعض 36.8% من أصل المجموع الكلي للأسر، ونسبة 18.2% من الأسر كان لديها معيلات من الإناث دون وجود شريك، بينما كانت نسبة 5.8% من الأسر لديها معيلون من الذكور دون وجود شريكة وكانت نسبة 39.3% من غير العائلات. تألفت نسبة 31.9% من أصل جميع الأسر من عدة أفراد يعيشون في نفس المنزل ونسبة 11.1% كانت تتألف من شخص يعيش بمفرده يبلغ من العمر 65 عاماً أو أكثر. وبلغ متوسط حجم الأسرة المعيشية 2.32، أما متوسط حجم العائلات فبلغ 2.90.
بلغ العمر الوسطي للسكان 41.4 عاماً. وكانت نسبة 21.3% من القاطنين تحت سن الثامنة عشر، وكانت نسبة 9% بين الثامنة عشر والرابعة والعشرين عاماً، ونسبة 24% كانت واقعةً في الفئة العمرية ما بين الخامسة والعشرين والرابعة والأربعين عاماً، ونسبة 31.1% كانت ما بين الخامسة والأربعين والرابعة والستين، ونسبة 14.6% كانت ضمن فئة الخامسة والستين عاماً فما فوق. وتوزع التركيب الجنسي للسكان بنسبة 46.9% ذكور و53.1% إناث.

## وصلات خارجية
- الموقع الرسمي